# Тамариндіто
Тамариндіто (ісп. Tamarindito) — руїни міста цивілізації мая в регіоні Петешбатун (північна Гватемала).

## Історія
Перші поселення біля озера Тамариндіто з'явилися у середній докласичний період — між 2000 та 1000 роками до н. е. У ранньокласичний період тут сформувалося царство. Було одним з найдавніших царств басейну річки Пасьон. Старовинна назва його поки що не дешифрована повністю — Яш-…льналь (це назва самого міста і царства). За легендою засновником держави було міфічне створіння Мін-Мо-Ек' («Квадратоносий Звір-Папуга-Зірка»), який правив у 3114 році до н. е.
Царська династія утворилась у I або II століття. Дослідження свідчать про важливість Тамариндіто вже у 2-й половині V — середині VI ст. наявність джерел води та значної частини родючих ґрунтів (при застосування терасування) сприяло його економічному, а незабаром політичному і військовому піднесенню. До заснування «Озера Водяного Дракона» (Дос-Пілас) в 632 році Тамариндіто разом з Сейбалєм та Арройо-де-П'єдра володарювало у Петешбатуні. Водночас стало одним з ключових центрів землеробства у Петені.
До VIII ст. завдяки династичним шлюбам зуміла приєднати декілька невеличких володінь-царств своїх союзників, зокрема Чакха. Водночас протягом тривалого часу ахави Тамариндіто зберігали дружні та союзницькі відносили з Мутульським царством. Це зрештою призвело до конфліктів з Канульським та Південно Мутульським царствами. У другій половині 710-х років володар останнього Іцамнаах-К'авііль завдав поразки Ах-Ік’-Волоку, ахаву Тамариндіто. Зрештою той загинув й сама династія була повалена. Іцамнаах-К'авііль передав владу бічної лінії місцевої династії, що походила з Чакхі. Новий ахав Мо-Балам переніс столицю царства з Тамариндіто до Арройо-де-П'єдра.
У 2-й пол. VIII ст. досяг найвищого розквіту. У 760—761 роках цар Чаналь-Балам на деякий час повернув свою резиденцію до Тамариндіто. У союзі з іншими державами Петешбатуна було завдано нищівної поразку Південному Мутульському царству. Правління Чаналь-Балама було періодом нового піднесення міста і царства. Остання згадка про Тамариндіто датується 762 роком (9.16.11.7.13 7 Бен 11 Яш за календарем мая). Втім за археологічними розкопками місто проіснувало довше.
Тамариндо загинуло в першій третині IX ст. Напередодні свого кінця царство переживало важкі часи, про що свідчить оборонна стіна по краю обриву в Арройо-де-П'єдра. Ще у 810-х роках значна частина населення пересилилася до городища, відомого як Пунта-де-Чиміно. Втім на відміну від сусідніх міст відсутні відомості, що Тамариндіто був захоплено ворогами. Після 830 року місто було залишено, а життя жевріло лише на його периферії.

### Ахави
- Володар 1 (490-ті-після 513)
- Вакох-К'ініч (534—554)
- Володар 3 (570-ті)
- Володар 4 (до 613)
- Чаналь-…К'ініч (613-після 633)
- Ах-Ахан-Нах (до 660)
- Ах-Ік’-Волок (701/702-близько 717)
- Мо-Балам (бл.717-725)
- Чак-Бі..-Ак (725-бл.760)
- Чаналь-Балам (760-кінець VIII ст.)

## Опис
Розташовано в регіоні Петешбатун департаменту Петен, в північній Гватемалі. Поруч є озера Тамариндіто, Ель-Райтеро, Лас-Посас, на відстані 6 км є озера Петешбатун. На відстані 10 км на схід від Тамариндіто є руїни іншого міста мая Дос-Піласа.
Загалом виявлено 140 структур, 3 ієрографічні сходи, 1 майданчик для гри у м'яч, 6 стел, 7 панелей, 2 вівтаря. Особливістю є наявність різних архітектурних стилів мая, які часто змішуються в одному комплексі; відсутність оборонних споруд (лише на самому кінці існування їх частково було зведено), наявність малих груп житлових будинків, згрупованих навколо невеликих центральних дворів (Q4-1, Q5-1-Q5-4, Q6-1-Q6-2, R6-1-R6-2), довгою дороги-греблі, що ритуально-адміністративного центру.
Ритуально-адміністративне ядро складалося з двох груп — «А» і «В». Міський центр оточували житлові райони. Поруч з житлами розташовувалися тераси для землеробства.
Центр міста спочатку розташовувався в групі «В». Тут були зведені храмові піраміди, а також ранньокласичний палацовий комплекс. За розміром вона переважає групу «А». Північніше від її площі йде дорога-гребля. Поза меж греблі розташовувалася Південна площа, що й була власне резиденцією ахавів. Основними будівлями є 31-33 (складають Північну площу), 44, 61. Будівля 44 (розташована у західній частині Центральної площі) є пірамідою й однією з найвищих споруд Тамариндіто, досягаючи 10 м заввишки. Також на території цієї групи знайдено 3 ієрографічні сходи, де йдеться про історію правлячої династії.
Група «А» (відома також як Серро-де-Картографія) розташовувалася на висоті 203 м над рівнем моря. Це найвищий пагорб на городище. Вважається, що його було обрано в оборонних цілях. Монументальне будівництво тут почалося вже у пізньокласичний час. У VIII ст. тут було створено ансамбль з 7 площ, що включав піраміду (Будівля 1), палацовий комплекс (Будівлі 5-16) і споруди та тераси по схилу пагорба.
Малі групи житлових будинків розташовуються на периферії або трохи далі від центру, становлять загалом 12 груп і 56 структур загальною площею 1450 м2. Значна частина з них зведена у пізньокласичний період.

## Історія досліджень
У 1970 роках Міністерством освіти Гватемали цій археологічній пам'ятці присвоєно статус Національної доіспанської пам'ятки. Незважаючи на це у 1970-х роках його було суттєво пограбовано «чорними археологами» та місцевими мешканцями. Дослідженню також заважали дії повстанців, особливо у 1990-х роках.
Перші значні дослідження проведені у 1984 році Іаном Грехемом, Мерлою Грін і Стівеном Д. Ґ'юстоном. У 1990 році тут почав працювати регіональний археологічний проект Петешбатун на чолі із Ґ'юстоном і Освальдо Чінчіллою. У 1991—1994 роках розкопки продовжені під керівництвом Хуана Антоніо Вальдеса.
У 2009—2012 здійснювався археологічний проект Тамариндіто на чолі із Маркусом Еберлєм та Клаудією Велою. Све Гронмайєр склав новий каталог усіх монументів Тамариндіто.